# Генрик Петрич
Генрик Петрич (пол. Henryk Petrich, 10 січня 1959) — польський боксер, призер Олімпійських ігор і чемпіонату світу серед аматорів.

## Аматорська кар'єра
Через бойкот Олімпійських ігор 1984 представниками з соціалістичних країн пропустив Олімпіаду і завоював срібну медаль на альтернативних змаганнях Дружба-84. В ході турніру переміг Генрі Маске (НДР) і Яна Франека (Чехословаччина) та програв у фіналі Бернардо Комасу (Куба).
На чемпіонаті Європи 1985 програв у першому бою.
На чемпіонаті світу 1986 завоював бронзову медаль.
- В 1/8 фіналу переміг Золтана Фюзесі (Угорщина) — 5-0
- У чвертьфіналі переміг Хосе да Сілва (Бразилія) — 5-0
- У півфіналі програв Генрі Маске (НДР) — 0-5

На чемпіонаті Європи 1987 завоював срібну медаль.
- В 1/8 фіналу переміг Шона Герона (Шотландія) — 5-0
- У чвертьфіналі переміг Свена Оттке (ФРН) — KO 1
- У півфіналі переміг Еса Хукканена (Фінляндія) — 5-0
- У фіналі програв Генрі Маске (НДР) — 0-5

На Олімпійських іграх 1988 завоював бронзову медаль в категорії до 81 кг.
- В 1/16 фіналу переміг Пак Бьон Джин (Південна Корея) — RSC 2
- В 1/8 фіналу переміг Нільса Медсена (Данія) — 5-0
- У чвертьфіналі переміг Ахмеда Ель-Нагара (Єгипет) — 5-0
- У півфіналі програв Ендрю Мейнарду (США) — TKO 3